# بوب هورنر
بوب هورنر (بالإنجليزية: Bob Horner) هو لاعب كرة قاعدة أمريكي، ولد في 6 أغسطس 1957 في مقاطعة ماريكوبا في الولايات المتحدة.

## وصلات خارجية
- بوب هورنر على موقع دوري كرة القاعدة الرئيسي (الإنجليزية)
- بوب هورنر على موقع الدوري الياباني لكرة القاعدة (الإنجليزية)
- بوب هورنر على موقعبيزبول رفرنس.كوم (الدوري الرئيسي) (الإنجليزية)
- بوب هورنر على موقعبيزبول رفرنس.كوم (الدوري الثانوي) (الإنجليزية)
- بوب هورنر على موقع إي إس بي إن.كوم (أم.أل.بي) (الإنجليزية)
- بوب هورنر على موقع مشجعي الرسوم البيانية (الإنجليزية)